# Navy Warriors Rugby Club
Navy Warriors Rugby Club es un club de rugby de la ciudad de Lima, Perú. 

## Historia
El club fue fundado en agosto de 2012 y representa a la Marina de Guerra del Perú, al Centro Naval y a la Institución Educativa Liceo Naval Almirante Guise. 
Obtuvo su primer título en 2022, tras ganar las dos etapas del Torneo Metropolitano de Rugby de Lima. En adición a ello, el club revalidó su condición de campeón consiguiendo los títulos en 2023 y 2024, convirtiéndose por primera vez en tricampeón del campeonato de rugby más importante de Perú.

## Palmarés
- Torneo Metropolitano de Rugby de Lima (3): 2022, 2023 y 2024